# کاپلینوس
کاپلینوس (به پرتغالی: Vulcão dos Capelinhos) یک کوه در پرتغال است که در آزور واقع شده‌است. کاپلینوس ۵۰۱ متر بالاتر از سطح دریا واقع شده‌است.